# Christian Ganczarski
Christian Ganczarski (* 1966 Gliwice) je německý občan, který konvertoval k Islámu a je jedním z jednotlivců, kteří byli označeni za vedoucí členy teroristické organizace al-kajdá v Evropě. Ganczarski byl zatčen na palubě letadla, které přistálo ve Francii. A odsouzen v roce 2009 na 18 let za své teroristické činy.